# Vampyressa elisabethae
Vampyressa elisabethae (Tavares, Gardner, Ramirez-Chaves & Velazco, 2014) è un pipistrello della famiglia dei Fillostomidi endemico di Panama.

## Descrizione

### Dimensioni
Pipistrello di piccole dimensioni, con la lunghezza totale tra 53 e 58 mm, la lunghezza dell'avambraccio tra 36,2 e 37,8 mm,  la lunghezza del piede tra 9,3 e 10,9 mm e la lunghezza delle orecchie di 16 mm.

### Aspetto
La pelliccia è corta. Le parti dorsali variano dal bruno-giallastro al beige, mentre le parti ventrali sono più chiare. Il muso è corto e largo. La foglia nasale è ben sviluppata, bruno-giallastra e lanceolata. Due strisce bianche indistinte sono presenti su ogni lato del viso separate da una banda più scura, la prima si estende dall'angolo esterno della foglia nasale fino a dietro l'orecchio, mentre la seconda parte dell'angolo posteriore della bocca e termina alla base del padiglione auricolare.  Le orecchie sono grandi, rotonde, appuntite e brunastre. Il trago è piccolo, giallastro, triangolare, con il bordo posteriore dentellato e un lobo allungato alla base anteriore. Le membrane alari sono marroni o marroni scure. I piedi sono corti e cosparsi di peli. È privo di coda, mentre l'uropatagio è ridotto ad una sottile membrana lungo la parte interna degli arti inferiori, dorsalmente cosparso di peli e con il bordo libero privo di frangiatura. Il calcar è molto corto.

## Biologia

### Alimentazione
Si nutre di frutta.

## Distribuzione e habitat
Questa specie è presente soltanto nella provincia di Bocas del Toro, nell'estrema parte occidentale di Panama.

## Conservazione
Questa specie, essendo stata scoperta solo recentemente, non è stata sottoposta ancora a nessun criterio di conservazione.